# TT145
La tombe thébaine TT 145 est située à Dra Abou el-Naga, dans la nécropole thébaine, sur la rive ouest du Nil, face à Louxor en Égypte.
C'est la sépulture de Nebamon (Nb-Jmn), chef des archers, datant des règnes d'Hatchepsout et Thoutmôsis III (XVIIIe dynastie).